# Tornocometis chrysospila
Tornocometis chrysospila är en fjärilsart som beskrevs av Edward Meyrick 1934. Tornocometis chrysospila ingår i släktet Tornocometis och familjen mott. Inga underarter finns listade i Catalogue of Life.